# Luigi Brambati
Luigi Brambati (Castiglione d'Adda, 20 gennaio 1925 – Castiglione d'Adda, 31 marzo 1983) è stato un pittore e incisore italiano.
Nato a Castiglione d'Adda, oggi in provincia di Lodi, si forma a Milano dove, nel 1945, frequenta la Scuola d’arte del Castello. 
In questa occasione stringe amicizia con molti altri artisti del vedutismo lombardo del XX secolo.
Prende parte alle mostre milanesi alla Permanente e di Brera. 
Pittore paesaggista è attratto dalle vedute lagunari e lavora a Burano e nelle altre isole. È poi attratto dalla Bretagna dove si trasferisce e lavora a lungo. 
In Italia collabora stabilmente con la galleria Ponterosso di Milano, città dove muore nel 1983 dopo una breve malattia.

## Critica
La sua pittura esprime un naturalismo del paesaggio dai tratti chiaristi insieme ad una sintesi novecentista rigorosa e sommaria delle immagini, soprattutto nella figura. Questa doppia valenza conduce alla lezione del neorealismo, senza compiacimenti e ricerca di facili effetti.